# 极速前进22
《极速前进22》（The Amazing Race 22），是CBS的流行真人競賽節目《极速前进》的第二十二季。本季繼續有十一對有各種既定關係的參賽隊伍，為最終大獎——一百萬美元進行環球旅行競賽。
第二十二季將會在美國東岸時間2013年2月17日晚上八時在CBS上首播。
本次比赛中第一赛段获胜的队伍将获得两张迅速通关卡（Express Pass），一张用于获胜队伍自己用，另一张该获胜队伍则必须在第四个赛段结束前交给另一队使用。
Dave & Connor成為极速前进史上第二队在賽程中因傷退出賽事的隊伍，第一队是第五季的Marshall和Lance。
比賽最終由冰球選手Bates & Anthony獲得冠軍，並贏得一百萬美元。

## 比赛结果
因為可能要增刪一些資料，此列表並不一定會完全反映所有播映版本的內容。下表列出的隊員關係為節目拍攝時期的狀態，關係描述為官方版本。下表列出了所有參賽隊伍的比賽結果，以排名順序列出。
| 队伍                | 关系       | 分段比赛成绩 | 分段比赛成绩 | 分段比赛成绩 | 分段比赛成绩 | 分段比赛成绩 | 分段比赛成绩 | 分段比赛成绩 | 分段比赛成绩 | 分段比赛成绩 | 分段比赛成绩 | 分段比赛成绩 | 分段比赛成绩 | 路障完成数目           |
| 队伍                | 关系       | 1            | 2            | 3            | 4ε           | 5            | 6            | 7            | 8            | 9            | 10           | 11           | 12           | 路障完成数目           |
| ------------------- | ---------- | ------------ | ------------ | ------------ | ------------ | ------------ | ------------ | ------------ | ------------ | ------------ | ------------ | ------------ | ------------ | ---------------------- |
| Bates & Anthony     | 冰球选手   | 2nd          | 1st          | 3rd          | 7th          | 4th          | 1st          | 1stƒ         | 1st          | 4th          | 2nd⊃         | 2nd          | 1st          | Bates 6, Anthony 6     |
| Max & Katie         | 新婚夫妇   | 9th2         | 8th          | 8th          | 3rd          | 2nd          | 7th          | 6th          | 3rd          | 1st          | 1st⊃         | 1st          | 2nd          | Max 7, Katie 6         |
| Mona & Beth         | 轮滑妈妈   | 5th          | 6th          | 7th          | 6th          | 3rd          | 6th          | 2nd          | 2nd          | 5th          | 4th⊂         | 3rd          | 3rd          | Mona 6, Beth 7         |
| Caroline & Jennifer | 乡村歌手   | 10th2        | 7th          | 6th          | 4th          | 5th          | 5th          | 3rd          | 4th          | 3rd          | 3rd          | 4th          |              | Caroline 6, Jennifer 6 |
| Joey & Meghan       | 网络红人   | 6th          | 4th          | 5th3         | 5th          | 6th⊂⊃        | 4th          | 5th          | 5th          | 2nd          | 5th⊂         |              |              | Joey 6, Meghan 5       |
| Chuck & Wynona      | 已婚夫妻   | 7th          | 5th          | 9th          | 8th          | 7th⊂         | 3rd          | 4th          | 6th6         |              |              |              |              | Chuck 5, Wynona 4      |
| Pam & Winnie        | 闺蜜       | 4th          | 9th          | 4th          | 2nd          | 1st⊃         | 2nd          | 7th          |              |              |              |              |              | Pam 4, Winnie 4        |
| Dave & Connor       | 父子       | 3rd          | 2nd          | 1stə         | 1st          | 8th5         |              |              |              |              |              |              |              | Dave 1, Connor 4       |
| Jessica & John      | 情侣       | 1st          | 3rd          | 2nd          | 9th4         |              |              |              |              |              |              |              |              | Jessica 2, John 3      |
| Idries & Jamil      | 双胞胎医生 | 8th          | 10th         |              |              |              |              |              |              |              |              |              |              | Idries 1, Jamil 2      |
| Matt & Daniel       | 消防队员   | 11th2        |              |              |              |              |              |              |              |              |              |              |              | Matt 1, Daniel 1       |

- 紅：該隊已被淘汰。
- 綠ƒ：該隊贏得「通行證」（Fast Forward）。
- 紫ε：該隊於賽段中使用「迅速通關卡」（Express Pass）。洋紅ə：該隊於賽段中使用，獲另一隊給予的第二張「迅速通關卡」。
- 下線藍：該隊最後抵達非淘汰提示站，他們須在下賽段接受「減速障礙」（Speed Bump）任務。
- 棕⊃或青⊃：該隊為兩隊中，使用「雙重迴轉」（Double U-turn）之其中一隊隊伍；⊂或⊂是被指定迴轉的队伍。
- 斜體粉的賽程號碼：該賽段提示站並無設強制休息時段，隊伍被指示立即進入下一賽段繼續比賽，而本賽段的首名隊伍照常獲賽段獎項。

1. ^ 第一赛段的胜利的队伍将会获得两张迅速通关卡，一张用于本队自己使用，另一张需在四个赛段以前交给另一队伍使用。
2. ^ Max & Katie、Caroline & Jennifer以及Matt & Daniel均未能完成沙堡寻宝的路障任务，被罚时4个小时。
3. ^ Joey & Meghan原本是第三队到达该中继站的队伍，但由于忘记拿包，使得他们重返路障地点，最终成为第五队到达中继站的队伍。
4. ^ Jessica & John直到第四赛段被淘汰之时依然没有用出自己的直通卡，导致他们成为极速前进史上第一支身怀直通卡而被淘汰的队伍。
5. ^ 因为Dave在第二赛段的脚伤实在是无法继续比下去，因此Dave & Connor在第五赛段选择退赛。
6. ^ Chuck & Wynona本是第5队到达中继站的队伍但他们在运送起司的任务中没有严格按照线索要求运输起司，被罚30分钟，这使得他们落到最后而被淘汰。

## 每集标题语录
每集標題通常引用自參加者說過的話。
1. "Business in the Front, Party in the Back" (玻里尼西亚, 法国) – Chuck
2. "Loose Lips Sink Ships" (玻里尼西亚，法国) – John
3. "Like James Bond Again"（基督城，新西兰） – Meghan
4. "I Love Monkeys!"（巴厘岛，印度尼西亚）– Pam
5. "Your Tan is Totally Cool"（河内，越南） – Winnie
6. "Scorpion King Hunter"(马翁，博茨瓦纳) - Joey
7. "Be Safe and Don't Hit a Cow"(马翁，博茨瓦纳) – Wynona
8. "My Cheese is Out of Control"(艾格峰，瑞士) – Jennifer
9. "The Ultimate Fun House"(柏林,德国) – Joey
10. "Working Our Barrels Off"(爱丁堡,英国) – Bates
11. "Beacon of Hope"（贝尔法斯特，英国） – a non-racer to Caroline & Jennifer

## 奖励
- 第一段 - 两张迅速通关卡
- 第二段 - 双人伦敦旅游
- 第三段 - 双人曼谷旅游
- 第四段 - 每人5000美元
- 第五段 - 双人惠斯勒旅游
- 第六段 - 双人普吉岛旅游
- 第七段 - 每人7500美元
- 第八段 - 双人博拉博拉岛旅游
- 第九段 - 每人一辆福特2013款Fusion汽车
- 第十段 - 每人10000美元
- 第十一段 - 双人多米尼加共和国旅游
- 第十二段 - 1000000美元

## 旅程
美国 →  法屬玻里尼西亞 →   新西兰 →  印度尼西亞 →  越南 →   →  瑞士 →  德国 →  英国 →  美国

## 赛段摘要

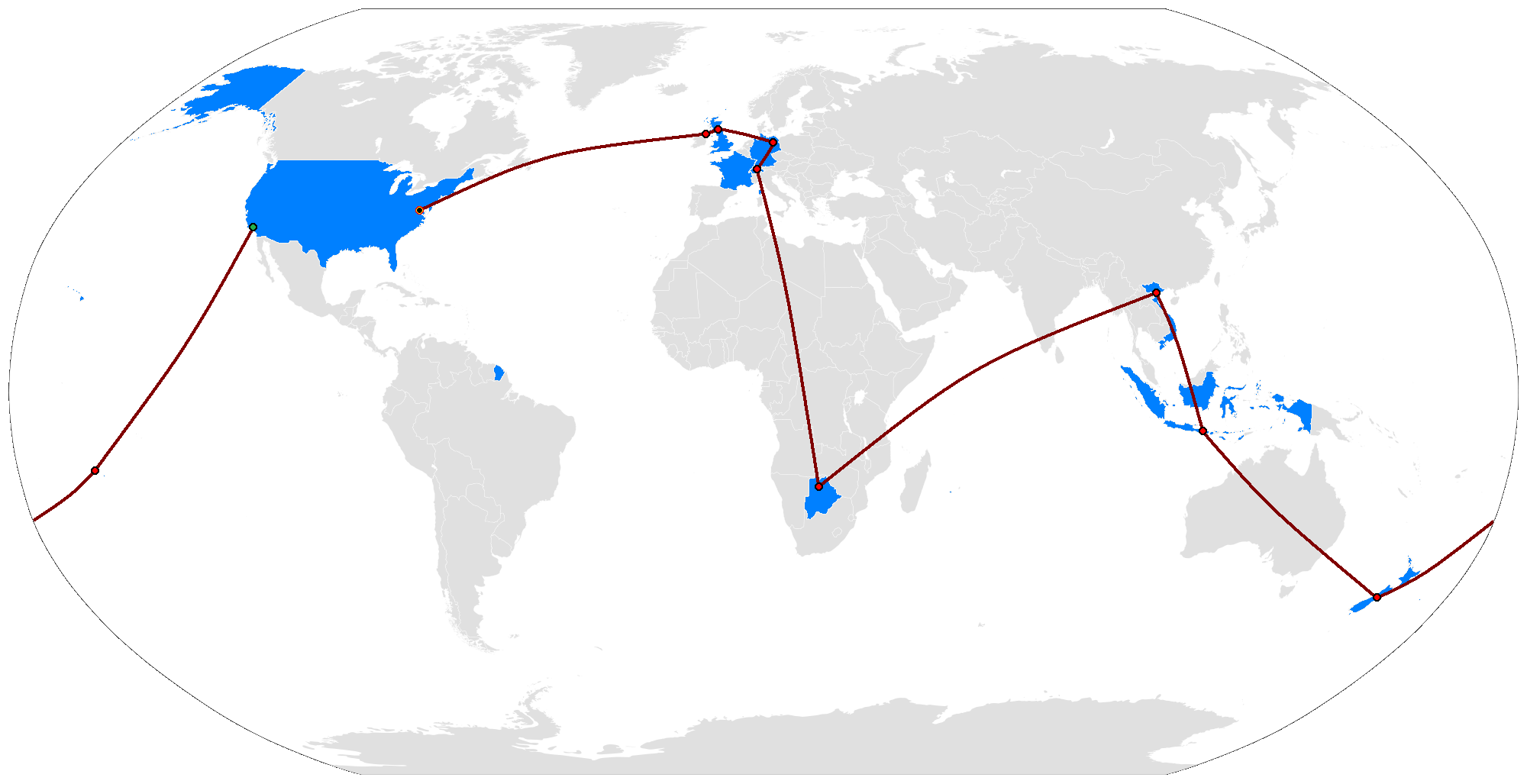
第二十二季路线图.

### 第一段（美国 → 法属波利尼西亚）
- 美國，加利福尼亚州 ,洛杉磯 (格里菲思天文台)（起點線）
- 洛杉矶（洛杉磯國際機場）到　法国法属波利尼西亚，博拉博拉岛(博拉博拉岛机场）
- 博拉博拉（博拉博拉岛机场）
- Motu Piti A'au（伊甸沙滩） [AT1]
- Motu Piti A'au（Motu咖啡厅）

起点线任务：队伍先选一辆福特Fusion汽车,然后驾车前往机场。在行车过程中，队伍会被告知第一个目的地：博拉博拉岛。
第一個路障：一名队员要登记六班直升机之一（每班只能载2人），然后从10000英尺高的高空以双人跳伞的方式回到汇合点，另一名队员要乘快艇到达汇合点。当两名队员汇合后，就能获得下一条线索。
第二個路障：沒有做第一個路障的隊員，要在400个沙堡里找到里面藏有下一条线索的。但无论捣毁任何沙堡，都必须重建,直到找到线索为止。
附加任務：
[AT1]：完成第二個路障后队伍要沿着沙滩走，找到舷独舟并将浮板装上，然后划着船前往中继站。

### 第二段 （法属波利尼西亚）
- 博拉博拉，Motu Toopua (Hilton Bora Bora Nui) [AT1]  [AT2]
- 博拉博拉，Motu Tapu

绕道：选手要选择“拾珠”或“拿藏”任一任务.在开始两项任务前,队伍要拿走相应的装备.
- 在「拾珠」（Pick a Pearl）中，队伍要潜入水里，在众多蚌里找到里面有红色珍珠的。找到两颗后，要将珍珠交给采珠人换取下一条线索。

- 在「拿藏」（Take a Trunk）中，队员要潜入海底将箱子搬到雨伞下，然后用箱子里的物品将其布置成野餐会的样子。完成后，服务员会端上下一条线索。

路障：一名队员要参加一个传统博拉博拉的平衡和力量的考验，队员须一边踩高蹺，一边用高跷踢椰子越过32米。如果队员跌倒了，就须重来,但椰子可以留在原地。一旦过关，就可以与队友前往中继站。
附加任務：
[AT1]：到达Hilton Bora Bora Nui的结婚礼堂后,队伍要找到祭祀祝福,从而获得下一条线索.
[AT2]：完成绕道后,队伍要游向摩托艇,根椐上面的地图,队伍要骑着摩托艇前往 Motu Tapu,从而获得下一条线索 .

### 第三段（法属玻利尼西亚 → 新西兰）
- 博拉博拉岛（博拉博拉岛机场）到 纽西兰，基督城（克赖斯特彻奇国际机场）
- Windwhistle（Rakaia Rive Gorge）[AT1]
- Methven（Mount Hutt Station）
- Windwhistle（Terrace Downs）

绕道：选手要选择“赛车”或“钓鱼”任一任务.在开始两项任务前,队伍要乘坐沙滩车前往相应地点.
- 在「赛车」（Rev it up）中，两名队员要轮流驾驶改装过的汽车在83秒内绕桩。达到要求后，赛车手会给出下一条线索。
- 在「钓鱼」（Rell it in）中，每名队员要用钓竿钓起不小于12英尺长的鱼。完成后，钓鱼冠军会给出下一条线索。

路障：一名队员要穿上雨靴短裤和麻袋并选择一位牧羊人和他的牧羊犬，然后在跑过泥泞障碍的途中收集鸡蛋到达终点.如果他们将12颗完好无损的蛋送到终点后，牧羊人会给出下一条线索。
附加任務：
[AT1]:到达Rakaia Rive Gorge后，队伍要拿走一个号码，第二天会有相应的快艇来接他们前往下一条线索。

### 第四段（新西兰 → 印度尼西亚）
- 基督城（克赖斯特彻奇国际机场）到 印度尼西亚，巴厘岛（伍拉·賴國際機場）
- Ubud（圣猴森林公园）[AT1]
- 巴東 (Uluwatu海滩）

绕道：选手要选择“顶土”或“饰果”任一任务.
- 在「顶土」（Sandy botton）中，队伍要取阿勇河河里的沙子，然后顶着沙子步行前往制砖人那里。一旦沙子到达容器的指定线，就能获得下一条线索。
- 在「饰果」（Fruity top）中，队伍要制作名叫Gebogan的供品，完成后会以传统方式运到一座寺庙接受祭祀的祝福，之后将供品放在祭坛上就能获得下一条线索。

路障：一名队员要前往一家冲浪用品店，在众多冲浪板里找到上面有曾经在第二赛段出现过的祭祀。一旦队伍认为找到了，就可以拿走冲浪板并与队友会合前往中继站。（注：只有找到正确的冲浪板才能签到。）
附加任務：
[AT1]：到达圣猴森林公园后，队伍要拿一个椰子交给圣猴，圣猴会帮助他们获得下一条线索。

### 第五段（印度尼西亚 → 越南）
- 巴厘岛（伍拉·賴國際機場）到 越南，河内（內排國際機場）
- 河内 (Rạp Công nhân Theater Gallery 42)
- 河内(Công viên Thống Nhất)[AT1]
- 河内（被摧毁的B-52同溫層堡壘轟炸機在Hữu Tiệp Lake）
- 河内（越南历史博物馆）

路障：一名队员要先欣赏一段越南红歌表演，在最后会出现一句标语，之后队员要在5分钟的时间里到附近的房间在众多的政治海报里找到与刚才出现的标语一致的。找到后，评审会给出下一条线索。
绕道：选手要选择“行动”或“作餐”任一任务。
- 在「行动」（Make your move）中，队伍要选择棋盘上的四枚棋子并记住所在位置，然后找到与棋子颜色一样的真人棋子，将四个大仗和真人棋子放在棋局上对应的位置，之后就能获得下一条线索。
- 在「作餐」（Make your meal）中，队伍要先前往一座寺庙挑起两个空篮子和两个装有鸡的篮子，然后挑着篮子前往集市，根据清单购买制作越南河粉所需要的食材，然后挑着它们前往烹饪台食材会在那里称重。一旦制作好两碗河粉能让厨师满意，就能获得下一条线索。

附加任務：
[AT1]：到达Công viên Thống Nhất后，队伍要跳一段竹竿舞，只有达到要求才能获得下一条线索。

### 第六段（越南 → 博茨瓦纳）
- 河内（內排國際機場）到 博茨瓦纳,马翁（马翁國際機場）
- 马翁(Mack Air)[AT1]
- 马翁（马翁國際機場）到 馬卡迪卡迪鹽沼
- 馬卡迪卡迪鹽沼(Old Xhumaga Road)[AT2]
- 馬卡迪卡迪鹽沼（Meno A Kwena 野外营地）

起点线任务:队伍要根据线索"前往位于卡拉哈里沙漠的马翁"，队伍要告诉旅行社门卫这座城市位于博茨瓦纳，才能进去订购机票。
路障：一名队员要跟随布希曼人去寻找布希曼人的好朋友--蝎子。找到后，他们要将蝎子放入罐子里，然后布希曼人会带他们前往附近装有下一条线索的树桩。
绕道：：选手要选择“捉鸟”或“起火”任一任务.
- 在「捉鸟」（Flow）中，队伍要学习制作当地人捕捉珍珠鸡的机关。制作完成后，他们要像珍珠鸡一样触动机关，就能获得下一条线索。
- 在「起火」（Fire）中，队伍要前往附近的布希曼人村庄，然后用斑马粪，干草和树枝取火。取着后，他们要点燃布希曼老人的烟斗就能获得下一条线索。

附加任務：
[AT1]：到达mack Air后，队伍要登记三班飞往馬卡迪卡迪鹽沼的包机（9：00,9：15,9:30)。
[AT2]：从路障开始，队伍要带上布希曼人完成整个赛段。

### 第七段（博茨瓦纳）
- 马翁(Bord Village) [AT1]

- 马翁(Royal Tree Lodge Game Preserve)

通行证：队伍要前往鳄鱼出没的河流，然后和快艇连接在一起滑水一英里。到达终点后，就能获得通行证。
减速带：每名队员要先制作一条裙子，完成后穿上制作好的裙子加入当地人的求偶舞会。一旦舞者认可了他们的舞蹈，就可以继续前进。
路障：一名队员要滑着独木舟，将两只羊运到上游的羊栏。之后再滑着独木舟回到下游，就能获得下一条线索。
绕道：选手要选择“脑力”或“体力”任一任务.
- 在「脑力」（Brains）中,队伍要骑上马,在行进过程中要发现10个动物剪影,之后他们要根据记忆在众多印有动物的木块里找到他们发现的并按照先后出现的顺序排列.排列正确后,就能获得下一条线索.

- 在「体力」（Brawn）中,队伍要将柴火装入驴车上,然后用胡萝卜引诱毛驴前往半英里外的营地.送达后,就能获得下一条线索.

附加任务
[AT1]：完成路障后，队伍要乘坐water taxis沿着Thamalakane River顺流而下，然后再搭乘"safari taxis"前往Royal Tree Lodge Game Preserve 就能获得下一条线索。

### 第八段（博茨瓦纳 → 瑞士）
- 马翁（马翁國際機場）到 瑞士,苏黎世（苏黎世國際機場）[AT1]
- 苏黎世(苏黎世机场车站) 到 格林德瓦(格林德瓦火车站)
- 格林德瓦（格林德瓦教堂）[AT2]
- 格林德瓦(格林德瓦火车站) 到  Kleine Scheidegg(Kleine Scheidegg火车站)[AT3]
- 少女峰(斯芬克斯观景台)
- 艾格峰(艾格峰车站) 到 格林德瓦(Grund火车站)[AT4] [AT5]
- 格林德瓦(Bodmi Snowboard & Ski School)

路障：队伍要先乘火车前往艾格峰车站,然后一名队员要先爬出艾格峰北面的观景窗，然后沿着陡峭的岩壁找到漫游精灵。找到后，队员要带着它到达安全的地方,下一条线索就在漫游精灵的底部。
附加任務：
[AT1]：到达苏黎世國際機場后，各队要找到一位列车员就能获得下一条线索。
[AT2]：到达格林德瓦教堂后，队伍要等到第二天的早上，到那时会有一位骑雪橇的人会为他们带来下一条线索。
[AT3]：到达Kleine Scheidegg火车站后，队伍要前往Bellevue酒店带走一条搜救犬，然后乘火车到达少女峰车站，之后要将搜救犬交给搜救人员，然后再前往斯芬克斯观景台获得下一条线索。
[AT4]:到达Grund火车站后,队伍要找到一座桥.跨过后,队伍要根随当地号角的声音找到下一条线索.
[AT5]:队伍要重演极速前进14的一项任务.用传统雪橇将四块总重200磅重的奶酪运到山下的仓库.完成后,就能获得下一条线索.

### 第九段（瑞士 → 德国）
- 因特拉肯(因特拉肯西站) 到 巴塞尔(巴塞尔火车站)
- 瑞士巴塞尔 和 法国米卢斯（巴塞尔－米卢斯－弗赖堡欧洲机场）到 德国,德累斯顿（德累斯顿机场）
- 德累斯顿（Sächsisches Staatsministerium der Finanzen）[AT1]
- 柏林（勃兰登堡门）
- 柏林（Park Inn Berlin）[AT2]
- 柏林（Salon Zur Wilden Renate）
- 柏林（选帝侯大街）

绕道：选手要选择“火车”或“字体”任一任务.
- 在「火车」（Train Trials）中，队员要前往德国科技博物馆，运用所提供的材料制作列车和铁轨。如果火车能在铁轨上完整地跑一圈，就能获得下一条线索。
- 在「字母」（Font Follies）中，队员要前往一座广场，然后每名队员扛一个字母穿过街道送到字母博物馆。如果字母表面没有破损，就能获得下一条线索。

路障：一名队员要告诉门卫“Iche bin ein Berliner”(德语:我是柏林人.)这句名言是由美国总统肯尼迪说的，然后进入迷宫找到白色的房间，在墙上各队会发现下一条线索。
附加任務：
[AT1]：到达Sächsisches Staatsministerium der Finanzen后，队伍要找到福特Fusion汽车，然后用触控系统回答三个问题（1.哪位美国总统说过“推倒这堵墙”？答案：里根。2.这句话是对哪位总统说的？答案：戈尔巴乔夫。3.这句话是在哪里说的？答案：勃兰登堡门。）。全部回答正确后，就能获得下一条线索。
[AT2]：到达Park Inn Berlin后，队伍要前往最高层，然后脸朝下速降至地面。当两名队员都回到地面后，就能获得下一条线索。

### 第十段（德国 → 英国）
- 柏林（柏林-泰格尔国际机场）到 英国苏格兰爱丁堡（愛丁堡機場）
- 东洛锡安，Longniddry（Gosford House）
- 爱丁堡（Craigmillar Castle）[AT1]
- 爱丁堡（Duddingston-Duddingston Kirk）
- 爱丁堡（爱丁堡旧城-Niddry Street South）

路障：一名队员要学习苏格兰的传统乐器--风笛，当队员认为掌握了音调后，队员要一边吹着风笛一边跟着皇家乐队在Gosford House的大理石房间里步行。得到指导员满意后,就能获得下一条线索。
绕道：选手要选择“做食”或“运酒”任一任务.
- 在「做食」（Tasty Puddin）中，队伍要学会制作苏格兰布丁，首先队伍前往一家餐馆，用牛的大肠将各种内脏调味料和麦片装入，当每名队员完成四人份后.每名队员要品尝一口才能获得下一条线索。
- 在「运酒」（Whiskey Rollin）中,队伍要将威士忌酒桶经石板路运到节日庆典。运完8桶后，就能获得下一条线索.

减速带：队伍要先前往一座酒馆,然后用没有孔的保龄球将球瓶全部击倒，完成后就可继续前行。
附加任務：
[AT1]:到达Craigmillar Castle后,队伍要在里面寻找到壁炉,从而获得下一条线索.

### 第十一段（英国）
- 愛丁堡(爱丁堡韦弗利站) 到 斯特蘭拉爾(斯特蘭拉爾火车站)
- 斯特蘭拉爾(斯特蘭拉爾港) 到 英国北愛爾蘭,貝爾法斯特(贝尔法斯特港)[AT1]
- 阿馬郡（Peatlands Park）[AT2]
- 貝爾法斯特（Thanksgiving Square,Beacon of Hope雕塑）
- 貝爾法斯特（阿尔斯特音乐厅）

繞道：選手要選擇“端盤”或“噴漆”任一任务.
- 在「端盤」（Tray It）中，選手前往Titanic Quarter - Titanic Dock & Pump House （页面存档备份，存于），通过菜单和座位图一名队员负责配菜而另一名队员為客人上菜。一旦所有菜肴都正确送上后就可以獲得下一條线索。
- 在「噴漆」（Spray It）中，選手前往T13 Skatepark （页面存档备份，存于），選手必須利用照片来完成一幅塗鴉藝術，获得认可后就可以獲得下一條线索。

路障：队伍要先乘火车前往沼泽，然后其中一位選手必須穿著潛水衣，配戴呼吸管、蛙鞋等裝備，在泥水池裡內游泳100碼，如果能在四分鐘内完成能获得下一條线索。
附加任務：
[AT1]：抵達貝爾法斯特後，選手必須到指定倉庫找到Ford Fiesta汽車，開車前往Peatlands Park就可以獲得下一條线索。
[AT2]：完成路障後，選手必須回到貝爾法斯特尋找"有環之物"(A thing with a ring)--其實就是Beacon of Hope雕塑就可以獲得下一條线索。

### 第十二段（英国 → 美国）
- 貝爾法斯特（贝尔法斯特港）到  英國英格蘭利物浦（利物浦港）
- 利物浦(利物浦莱姆街火车站) 到 倫敦(尤斯顿火车站)
- 倫敦(Euston Tap酒吧 （页面存档备份，存于）)[AT1]
- 倫敦(希斯洛機場) 到 美國,華盛頓特區(華盛頓杜勒斯國際機場)
- 華盛頓特區（林肯紀念堂） [AT2]
- 華盛頓特區1100 Pennsylvania Avenue (Old Post Office Pavilion) [AT3]
- 華盛頓特區（Tidal Basin）[AT4]
- 華盛頓特區（國民球場） [AT5]
- 華盛頓特區(Hains Point) [AT6]
- 維吉尼亞州(弗農山莊)

路障:一名队员要拿着手提箱,在Tidal Basin附近的50位间谍里找到能与他们对上暗号的间谍。找到后,就可以交换手提箱并获得开箱密码(开箱密码是他们在新西兰,印尼和越南三个赛段完成的名次,密吗分别为Bates & Anthony:374,Max & Katie:832,Mona & Beth:763)打开手提箱后,就能获得下一条线索.
三位選手各只會對應到一位間諜，三人與其間諜所對應的暗語如下：
Max & Katie: "Where can I get a good half-smoke with chili?" （在哪里我可以得到辣味半熏香肠热狗？）/ "I've heard there's a great place on U Street."（我听说U大街有一个好地方。）
Bates & Anthony: "I did not dress warm enough for this weather."（面对这个天气我穿的不够多。） / "Perhaps you would like to borrow my gloves."（也许你想借我的手套用一下）
Mona & Beth: "The cherry blossoms are beautiful here in April."（这里四月的樱花盛开的很美） / "I'll have to bring my mother next spring."（我明年春天会带我母亲过来。）
附加任務
- [AT1]：隊伍兩人必須在Euston Tap酒吧各點一品脱啤酒，以獲得下一條線索。
- [AT2]：抵達華盛頓特區後，隊伍必須抵達馬丁·路德·金恩演講我有一個夢的地點：林肯紀念堂。地上會有一塊告示牌標示出馬丁路德金恩演講所站的地方，一旦隊伍抵達這裡，旁邊的一個人會給他們下一條線索。
- [AT3]：隊伍抵達1100 Pennsylvania Avenue，一位美國特勤局探員會帶他們進入並告知他們將和巴拉克·歐巴馬合照。到達建築內的紀念品店，服務人員會帶他們拍攝與歐巴馬合照的合成照片並列印出來，下一條線索印在照片後面。
- [AT4]：抵達Tidal Basin後，隊伍必須敲一台特定車子的後方窗戶三下，車內人員便會給他們里面装有下一条线索的手提箱。
- [AT5]：在國民球場中，一位選手被掛上空中的輸送線，一位選手則穿上吉祥物服裝。輸送線上的選手將投出一顆棒球，穿吉祥物服裝的選手則必須接住這顆棒球。成功完成後，棒球上將有下一條線索。
- [AT6]：在Hains Point，有一個巨大球池裝有大量的充氣地球模型，每個地球模型都標示出一個國家。選手必須找出在這次比賽中標有他們前往的10個國家的地球模型，依照順序排列。成功排列後，可以得到下一條線索。這條線索指引隊伍前往"The Home of the First President"(首位總統的故居)，其實就是指弗農山莊。

## 外部連結
- 官方网站
- 互联网电影数据库（IMDb）上《The Amazing Race》的资料（英文）